# Campeonato Nacional de Rodeo de 1973
El Campeonato Nacional de Rodeo de 1973 se llevó a cabo en la ciudad de Rancagua en durante el otoño austral de 1973 y cerró la temporada 1972-1973 del rodeo chileno.
Los campeones fueron los jinetes de la asociación Curicó, Ramón Cardemil y Manuel Fuentes en "Tabacón" y "Trampero" totalizando 22 puntos. Fue el sexto título de Cardemil y encabezaba de manera exclusiva el listado histórico de campeones nacionales. Para Fuentes fue su primer título nacional.

## Antecedentes
La final fue disputada por 29 colleras, no estuvo presente para defender su título los campeones del año anterior Ricardo de La Fuente y Ubaldo García. El jurado estuvo compuesto por Alberto Krumm, Jaime Pozo y Juan Guzmán, y había un ambiente de gran expectación durante todo el "Champion".
Los campeones fueron Ramón Cardemil con Manuel Fuentes en "Tabacón" y "Trampero" totalizando 22 puntos y representando a la Asociación Curicó.
El segundo lugar lo obtuvo Samuel Parot y Patricio Fresno, en "Buen Amigo" y "Tigre" con 21 puntos, mientras que el tercer lugar lo obtuvo Ramón Cardemil con Manuel Fuentes, pero montando a "Burlesca" y "Princesa", con veinte puntos buenos. El cuarto lugar fue para Ricardo Martínez Fuller y Juan Guzmán en "Campero" y "Gotera". 
Luego del histórico triunfo, Ramón Cardemil diría lo siguiente: "Fue un Champion difícil, una competencia muy estrecha, en que los vicecampeones Samuel Parot y Patricio Fuentes se la jugaron. Samuel ratificó su clase de campeón, Patricio Fresno superó con creces sus participaciones anteriores, y se consolidó como un gran jinete y deportista, si apenas lo superamos por un punto".
Otro momento histórico se vivió en la final del movimiento de la rienda. Santiago Urrutia y "Cachupín" se coronaron campeones por cuarta vez consecutiva. Juntos ganaron los campeonatos de 1970, 1971, 1972 y 1973.
El "sello de raza" fue ganado por la yegua "Gustosa", que era propiedad de don Rodolfo Bustos.

## Resultados

### Serie de campeones
| Cuarto Animal 1973 | Cuarto Animal 1973                 | Cuarto Animal 1973      | Cuarto Animal 1973 | Cuarto Animal 1973 |
| ------------------ | ---------------------------------- | ----------------------- | ------------------ | ------------------ |
| Lugar              | Jinetes                            | Caballos                | Asociación         | Puntaje            |
| 1.º                | Ramón Cardemil y Manuel Fuentes    | "Tabacón" y "Trampero"  | Curicó             | 22                 |
| 2.º                | Samuel Parot y Patricio Fresno     | "Buen Amigo" y "Tigre"  | Osorno             | 21                 |
| 3.º                | Ramón Cardemil y Manuel Fuentes    | "Burlesca" y "Princesa" | Curicó             | 20                 |
| 4.º                | Pablo Quera y Raúl Cáceres         | "Huañaca" y "Trifulca"  | Curicó             | 18                 |
| 5.º                | Claudio Cardemil y Hernán Cardemil | "Lolo" y "Modista"      | Curicó             | 17                 |
| 6.º                | Ricardo Martínez y Aquiles Guzmán  | "Campero" y "Gotera"    | Río Bueno          | 15                 |

## Cuadro de honor temporada 1972-1973

### Jinetes
- 1.º Ramón Cardemil[7]
- 2.º Ruperto Valderrama
- 3.º Manuel Cáceres
- 4.º Samuel Parot
- 5.º Eduardo Tamayo
- 6.º Santiago Urrutia
- 7.º Claudio Cardemil
- 8.º Óscar Bustamante
- 9.º Fernando Barra
- 10.º José Manuel Aguirre

### Caballos
- 1.º Tabacón
- 2.º Buen Amigo
- 3.º Tigre
- 4.º Regalón
- 5.º Chasquillita
- 6.º Trampero
- 7.º Lolo
- 8.º Campo Bueno
- 9.º Chamanto
- 10.º Angamos

### Yeguas
- 1.º Gustosa
- 2.º Longaviana
- 3.º Burlesca
- 4.º Taquilla
- 5.º Aguinada
- 6.º Paulacha
- 7.º Huañaca
- 8.º Modista
- 9.º Princesa
- 10.º Pildorita

### Potros
- 1.º Estribo
- 2.º Chamanto
- 3.º Huila
- 4.º Pepelillo
- 5.º Cascajo
- 6.º Brujo
- 7.º Llavero
- 8.º Malulo
- 9.º Indio
- 10.º Cachupín